# Шелкоплясы (Новосанжарский район)
Шелкоплясы (укр. Шовкопляси) — село, Великокобелячковский сельский совет, Новосанжарский район, Полтавская область, Украина.
Код КОАТУУ — 5323480406. Население по переписи 2001 года составляло 178 человек.

## Географическое положение
Село Шелкоплясы находится между реками Волчий и Кобелячка (2—3 км), на расстоянии в 1,5 км от сёл Великий Кобелячек и Сулимы.